# 華うるし
『華うるし』（はなうるし）はフジテレビ系お昼のテレビ小説枠で1977年8月1日から9月30日まで放送された連続テレビ映画である。全45回。

## 概要
「お昼のテレビ小説」第3作。第二次世界大戦をはさんだ激動の時代を背景に、伝統工芸輪島塗を受け継ぎ、育てることに情熱を注いで生きた女性の人生を描く。柏木由紀子が16歳から30年間に及ぶ主人公の半生を演じた。石川県輪島市内をはじめ總持寺、袖ヶ浦海岸などで長期ロケが行われた。

## 物語
親に捨てられ放浪していた7歳の野沢華は漁師の作造に拾われ育てられたが、生活は苦しく、海岸で採った海藻を輪島の朝市で売り糧を得る日々であった。昭和15年、16歳になった華は女郎屋へ売られそうにになったが、偶然出会った中条慎一郎に救われた。網元の長男である慎一郎は家業を継がず、美術学校を出て輪島塗の職人を目指していた。女中として中条家に住み込んだ華に、慎一郎は輪島の漆器の魅力を語り、華も輪島塗に強く魅かれてゆく。慎一郎が父宗太郎の勧める縁談を断ったのは華と恋愛関係にあるからと邪推した中条家に追い出された華を、慎一郎は漆器造りの名工横田の内弟子に紹介する。戦時下、食糧不足の折に弟子を取ることに反対する横田の妻たみは華につらく当たるが、華は慎一郎の好意と期待に応えようと懸命に仕事を覚えた。慎一郎が出征、時を置かず戦死の公報が入る。横田は脳溢血で倒れ、病床で華に息子の雄一との結婚を懇願する。華は横田への義理から承諾するが、その結婚は愛のない形だけのものであった。やがて女児を生んだ華には一家の柱としての責任がのしかかる。終戦、死んだはずの慎一郎が帰ってきた。

## キャスト
- 野沢華 …………… 柏木由紀子
- 中条慎一郎 ……… 森下哲夫
- 中条宗太郎 ……… 天津敏
- 中条静江 ………… 星野晶子
- 中条邦子 ………… 今井美佐子
- 横田雄一 ………… 佐々木勝彦
- 横田雄平 ………… 田崎潤
- 横田たみ ………… 磯村千花子
- 横田和平 ………… 永妻晃
- 横田勇 …………… 遠藤義徳
- 吉沢泰史 ………… 和崎俊哉
- 樋口雅子 ………… 立石涼子
- 大塚久子 ………… 皆川妙子
- 青山直人 ………… 中村俊一
- 青山妙子 ………… 富志沢牧子
- 佐田組合長 ……… 高城淳一
- 速見圭吉 ………… 神有介
- 根岸作造 ………… 鮎川浩
- 大杉友江 ………… 那智映美
- 堀内加代 ………… 森田はるか
- 坪井種吉 ………… 日ノ下金太郎
- 水田 ……………… 玉村駿太郎
- ナレーター ……… 寺島信子

## スタッフ
- 脚本:浅川清道
- 監督:磯見忠彦、小俣堯
- 音楽：立原累
- プロデューサー：伊藤久夫(国際放映)、栗林克年(フジテレビ)
- 制作：国際放映・フジテレビ

## 主題歌
- 「海の子守唄」
  - 作詞：山川啓介
  - 作曲：立原累
  - 編曲：青木望　
  - 歌：村田純子（フィリップス・レコード）

## 参考資料
- 「華うるし」シナリオ決定稿
- 「テレビジョンドラマ」(放送映画出版)

| フジテレビ お昼のテレビ小説          | フジテレビ お昼のテレビ小説       | フジテレビ お昼のテレビ小説         |
| 前番組                               | 番組名                            | 次番組                              |
| ------------------------------------ | --------------------------------- | ----------------------------------- |
| おんなみち （1977.5.30 - 1977.7.29） | 華うるし （1977.8.1 - 1977.9.30） | みれん橋 （1977.10.3 - 1977.12.30） |